# Municipio de Ajaltsije
El municipio de Ajaltsije (en georgiano: ახალციხის მუნიციპალიტეტი) es un municipio al sur de Georgia perteneciente a la región de Mesjetia-Yavajetia. El área total del municipio es 1010 kilómetros cuadrados y su centro administrativo es Ajaltsije. La población era 20.992, según el censo de 2014 sin incluir a la propia ciudad.

## Geografía
El municipio limita al oeste con el municipio de Adigueni, al este con los municipios de Aspindza y Boryomi y al noreste con el municipio de Boryomi. El municipio de Ajaltsije también tiene frontera con el municipio de Bagdati en Imericia. En el sur está la frontera estatal con Turquía.
El río Kurá discurre por el noreste del municipio, al que igual que el Potsjovistskali, procedente del sudoeste y marcando parte de la frontera con Turquía. En la parte sureste fluye el afluente del Kurá de nombre Uraveli. La mayoría de los asentamientos del municipio se ubican en los valles de estos ríos y sus inmediaciones. Al norte se eleva la cordillera de la coordillera de Mesjetia, que allí, con un pico sin nombre, alcanza una altura de 2562 m sobre el nivel del mar. El extremo occidental se eleva la coordillera de Trialeti, con el pico Ojora (2608 m de altura) como su punto más elevado.
Una parte del Parque Nacional de Boryomi-Jaragauli se extiende al norte del municipio.

## Historia
Después del colapso del reino de Georgia en el siglo XVI, el área del municipio se encontraba en parte en el principado de Mesjetia. Sin embargo, éste fue pronto anexionado por el Imperio otomano. Después de que la región fuera anexada al Imperio ruso como resultado de la guerra ruso-turca de 1828-1829, se convirtió en el uyezd de Ajaltsije. Primero estuvo dentro del efímero gobernación de Georgia-Imericia en 1840, en 1846 se integró en la gobernación de Kutaisi y en 1865, el uyezd fue entregado a la gobernación de Tiflis y en 1874 se escindió el uyezd de Ajalkalaki.
Desde mayo de 1918 formaba parte de la República Democrática de Georgia, pero en junio fue cedida a Turquía por la paz de Batumi. En otoño, su territorio fue ocupado por tropas turcas. A fines de 1918, las tropas turcas abandonaron el territorio del municipio.
El uyezd de Ajaltsije existió hasta los primeros años de la Unión Soviética. En 1930 fue transformado en el raión de Ajaltsije. 
Después de la independencia de Georgia, el raion se asignó a la recién formada región de Mesjetia-Yavajetia en 1995 y se transformó en municipio en 2006.

## Política
La asamblea municipal de Ajaltsije (en georgiano: ახალციხის საკრებულო) es un órgano representativo en el municipio de Ajaltsije, que consta de 39 miembros que se eligen cada cuatro años. La última elección se llevó a cabo en octubre de 2021. Irakli Lazarashvili del Sueño Georgiano (SG) fue elegido alcalde en las últimas elecciones.
| Partido político | Partido político          | 2017 | 2021 |
| ---------------- | ------------------------- | ---- | ---- |
|                  | Sueño Georgiano           | 28   | 27   |
|                  | Movimiento Nacional Unido | 2    | 8    |
|                  | Para Georgia              |      | 4    |
|                  | Georgia Europea           | 3    | 1    |
|                  | Independientes            | -    | 1    |
| Total            | Total                     | 33   | 39   |

## División administrativa
El municipio consta de 2 kalakis o asentamientos de tipo urbano, Ajaltsije y Vani, y 46 pueblos (sopeli).
Los temi o consejos de pueblos son: Agara, Andriatsminda, Atskuri, Eliatsminda, Klde, Minadze, Patara Pamadzhi, Persa, Sadzeli, Sjvilisi, Sviri, Tskaltbila, Tskruti, Uraveli.

## Demografía
La población del municipio de Ajaltsije ha disminuido desde 1989, con una pérdida de población del 28%.
| Población del municipio de Ajaltsije                                   | Población del municipio de Ajaltsije | Población del municipio de Ajaltsije | Población del municipio de Ajaltsije | Población del municipio de Ajaltsije | Población del municipio de Ajaltsije | Población del municipio de Ajaltsije | Población del municipio de Ajaltsije | Población del municipio de Ajaltsije | Población del municipio de Ajaltsije | Población del municipio de Ajaltsije | Población del municipio de Ajaltsije |
|                                                                        | 1897                                 | 1922                                 | 1926                                 | 1939                                 | 1959                                 | 1970                                 | 1979                                 | 1989                                 | 2002                                 | 2014                                 | 2021                                 |
| ---------------------------------------------------------------------- | ------------------------------------ | ------------------------------------ | ------------------------------------ | ------------------------------------ | ------------------------------------ | ------------------------------------ | ------------------------------------ | ------------------------------------ | ------------------------------------ | ------------------------------------ | ------------------------------------ |
| Municipio de Ajaltsije                                                 | -                                    | -                                    | -                                    | 55 490                               | 50 420                               | 51 907                               | 49 836                               | 54 747                               | 46 134                               | 38 895                               | 39 463                               |
| Ciudad de Ajaltsije                                                    | 15 357                               | 10 153                               | 12 328                               | 12 180                               | 16 868                               | 18 972                               | 19 742                               | 24 570                               | 18 452                               | 17 903                               | 17 070                               |
| Datos: Estadística de población de Georgia desde 1897 hasta hoy. Nota: |                                      |                                      |                                      |                                      |                                      |                                      |                                      |                                      |                                      |                                      |                                      |

La población está compuesta por un 68% de georgianos y un 31% de armenios. En noviembre de 1944, los turcos mesjetios, un grupo étnico de habla turca de fe predominantemente musulmana que vive en esta zona, fueron deportados a las repúblicas soviéticas de Asia Central como parte de una operación de reasentamiento estalinista. En ese momento, los turcos mesjetios constituían las tres cuartas partes de la población del raión de Ajaltsije (28.428 de los 55.490 habitantes en 1939, aunque en el censo se les identifica como azerbaiyanos). Los intentos de devolverlos a la Georgia independiente han fracasado, encontrándose con resistencia local.
|                            | 1939      | 1939       | 1959      | 1959       | 2014      | 2014       |
| Grupo étnico               | Población | Porcentaje | Población | Porcentaje | Población | Porcentaje |
| -------------------------- | --------- | ---------- | --------- | ---------- | --------- | ---------- |
| Georgianos                 | 5836      | 10,5%      | 18 878    | 37,4%      | 26 450    | 68%        |
| Rusos                      | 1795      | 3,2%       | 3684      | 7,3%       | 144       | 0,37%      |
| Ucranianos                 | 1795      | 3,2%       | 548       | 1,1%       | 28        | 0,07%      |
| Armenios                   | 16 454    | 29,7%      | 25 753    | 51,1%      | 12 028    | 30,92%     |
| Azeríes y turcos mesjetios | 28 428    | 51,2%      | 36        | 0,1%       | 60        | 0,15%      |
| Griegos                    | 262       | 0,5%       | 265       | 0,5%       | 71        | 0,18%      |
| Osetios                    | 12        | 0,1%       | 135       | 0,3%       | 37        | 0,09%      |
| Judíos                     | 1016      | 1,8%       | 368       | 0,7%       | 11        | 0,03%      |
| Abjasios                   | -         | -          | -         | -          | 2         | 0,01%      |
| Ávaros                     | -         | -          | -         | -          | 1         | 0,01%      |
| Kurdos                     | 1423      | 2,6%       | 8         | 0,1%       | -         | -          |
| Alemanes                   | 79        | 0,1%       | -         | -          | -         | -          |
| Lezguinos                  | 20        | 0,1%       | -         | -          | -         | -          |
| Asirios                    | 3         | 0,1%       | -         | -          | -         | -          |
| Chechenos y kists          | 1         | 0,1%       | -         | -          | -         | -          |
| Total                      | 55 490    | 100%       | 50 420    | 100%       | 38 895    | 100%       |

## Economía
El sector principal de la economía es la industria, hay pequeñas industrias mineras y de procesamiento. Las principales ramas de la agricultura son la fruticultura, la viticultura, la horticultura, la ganadería; también se cultivan cereales.

## Infraestructura

### Arquitectura, monumentos y lugares de interés
El municipio de Ajaltsije tiene algunos de los castillos y fortalezas más importantes de Georgia, como son el castillo de Rabati o la fortaleza de Atskuri.
Entre los edificios religiosos más importantes del municipio está el monasterio de Sapara, la iglesia de Theotokos de Vale, las ruinas de la iglesia de Bieti

### Transporte
La carretera principal internacional S8 atraviesa el municipio a lo largo del Kurá hasta Ajaltsije desde Jashuri y la S1 hasta la frontera turca (que continúa como la carretera estatal D955 en dirección a Ardahan y continúa hasta la D100 cerca de Erzurum). En Ajaltsije, la carretera internacional S11 se bifurca hacia la frontera con Armenia a través de Aspindza, Ajalkalaki y Ninotsminda. La carretera nacional Sh1 a Batumi también comienza en Ajaltsije.
La S8 sigue la línea ferroviaria Jashuri-Vale, que se inauguró en este tramo en 1947 pero que hoy sólo se usa hasta Boryomi.

## Galería

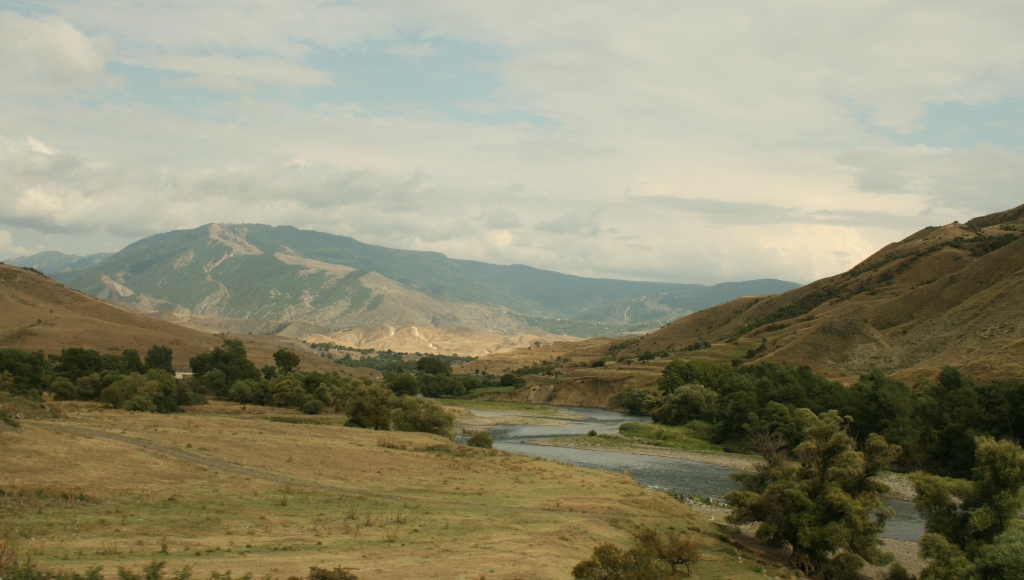
Valle del río Kurá
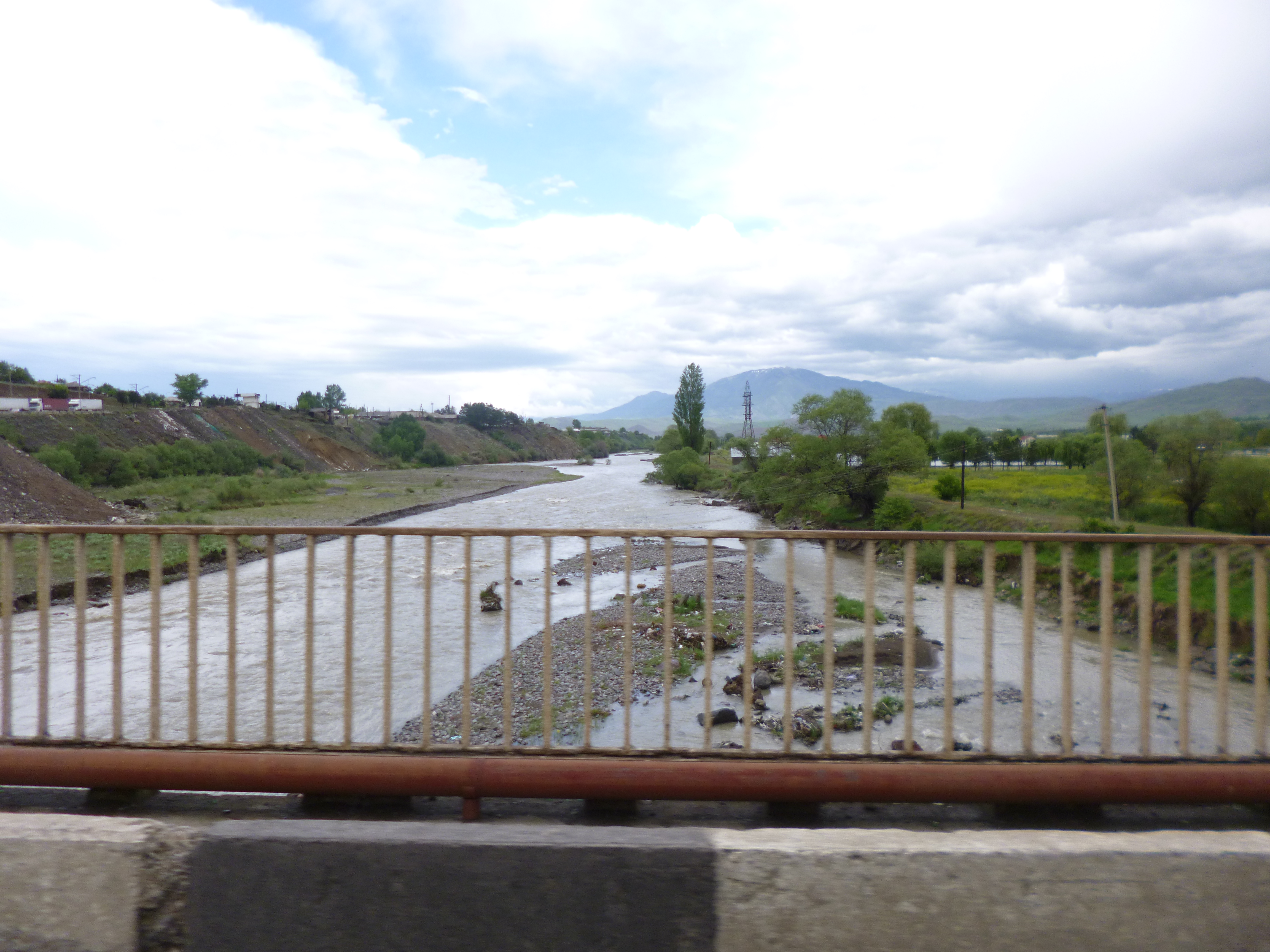
Río Potsjovi a su paso por Ajaltsije
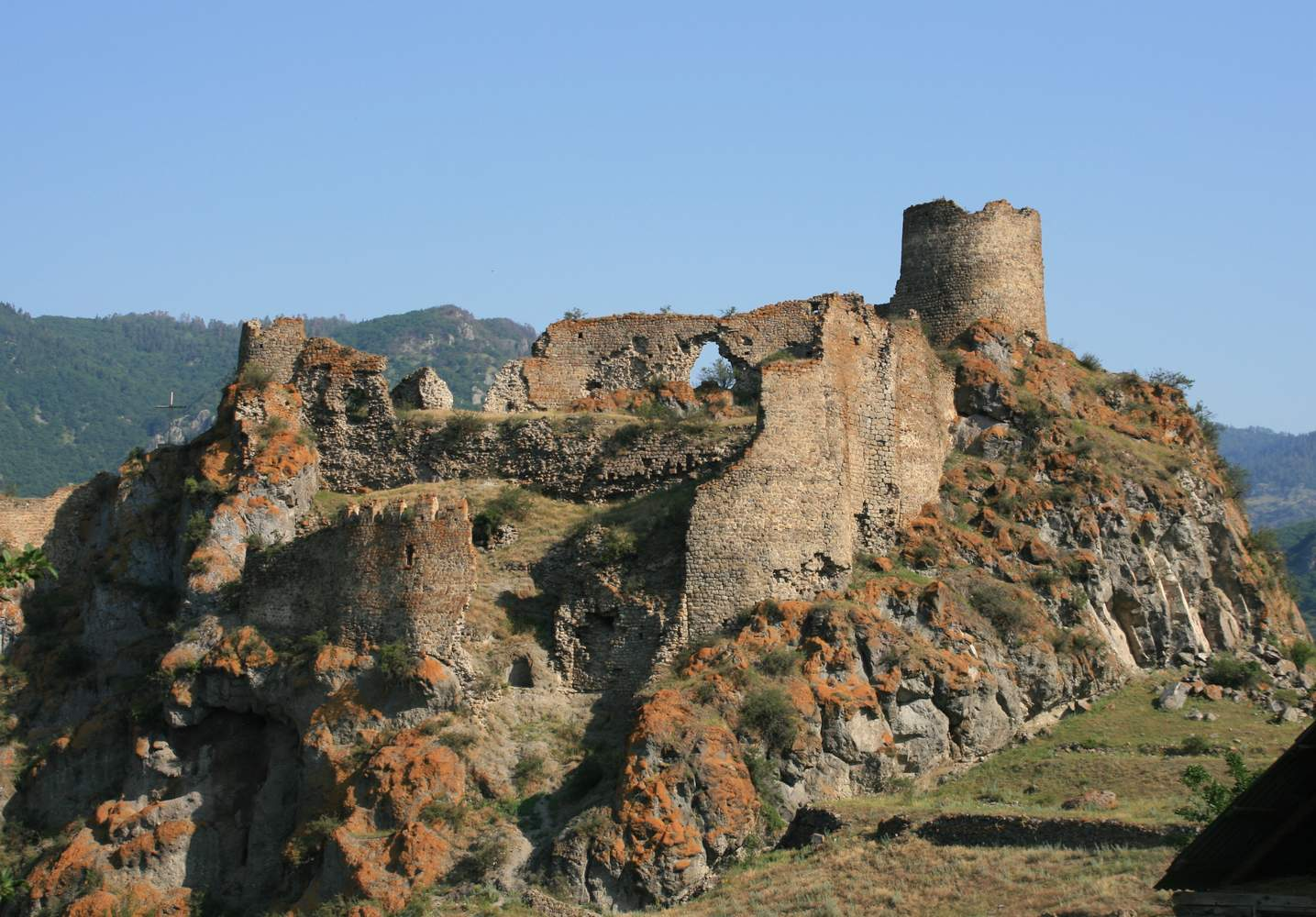
Fortaleza de Atskuri
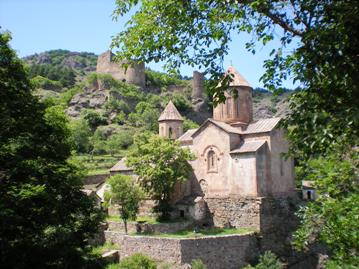
Monasterio de Sapara